# Lijst van rijksmonumenten in Lingewaard
De gemeente Lingewaard telt 40 inschrijvingen in het rijksmonumentenregister. Hieronder een overzicht.

## Bemmel
De plaats Bemmel telt 11 inschrijvingen in het rijksmonumentenregister. Zie Lijst van rijksmonumenten in Bemmel voor een overzicht.

## Doornenburg
De plaats Doornenburg telt 2 inschrijvingen in het rijksmonumentenregister.
| Object                                                                                   | Oorspronkelijke functie?  | Bouwjaar        | Architect | Locatie       | Coördinaten?                  | Nr.?   | Afbeelding        |
| ---------------------------------------------------------------------------------------- | ------------------------- | --------------- | --------- | ------------- | ----------------------------- | ------ | ----------------- |
| Kasteel Doornenburg                                                                      | Kasteel, buitenplaats     | 14e en 15e eeuw |           | Kerkstraat 27 | 51° 53' 39" NB, 5° 59' 56" OL | 8942   | Meer afbeeldingen |
| Fort Pannerden: Fortaanleg met droge gracht                                              | Fort, vesting en -onderdl | 1869-1871       |           | Waaldijk 1    | 51° 52' 52" NB, 6° 1' 34" OL  | 532471 | Meer afbeeldingen |
| Fort Pannerden: Bomvrij fortgebouw met aarddekking                                       | Bomvrij militair object   | 1869-1871       |           | Waaldijk 1    | 51° 52' 52" NB, 6° 1' 36" OL  | 532473 | Meer afbeeldingen |
| Fort Pannerden; Kazematten / Escarpgalerij / Caponnières en Verbindingsgangen / Poternes | Fort, vesting en -onderdl | 1869-1871       |           | Waaldijk 1    |                               | 532474 | Upload foto       |
| Fort Pannerden: Contrescarp                                                              | Fort, vesting en -onderdl | 1869-1871       |           | Waaldijk 1    |                               | 532475 | Upload foto       |
| Fort Pannerden: Luchtwachtpost                                                           | Fort, vesting en -onderdl | 1951 of 1952    |           | Waaldijk 1    |                               | 532476 | Meer afbeeldingen |
| Fort Pannerden: 7 Kazematten type S 3                                                    | Kazemat                   | 1939-1940       |           | Waaldijk 1    | 51° 52' 49" NB, 6° 1' 42" OL  | 532477 | Meer afbeeldingen |
| Fort Pannerden: Kolenbunker                                                              | Militaire opslagplaats    | 1920            |           | Waaldijk 1    |                               | 532478 | Upload foto       |

## Flieren
De plaats Flieren telt 1 inschrijving in het rijksmonumentenregister.
| Object                             | Oorspronkelijke functie? | Bouwjaar                                      | Architect | Locatie | Coördinaten?                  | Nr.?  | Afbeelding  |
| ---------------------------------- | ------------------------ | --------------------------------------------- | --------- | ------- | ----------------------------- | ----- | ----------- |
| Terrein waarin sporen van bewoning | Archeologisch monument   | Late IJzertijd, Romeinse Tijd en Middeleeuwen |           |         | 51° 53' 38" NB, 5° 58' 25" OL | 47101 | Upload foto |

## Gendt
De plaats Gendt telt 9 inschrijvingen in het rijksmonumentenregister. Zie Lijst van rijksmonumenten in Gendt voor een overzicht.

## Huissen
De plaats Huissen telt 9 inschrijvingen in het rijksmonumentenregister. Zie Lijst van rijksmonumenten in Huissen voor een overzicht.

## Ressen
De plaats Ressen telt 8 inschrijvingen in het rijksmonumentenregister. Zie Lijst van rijksmonumenten in Ressen voor een overzicht.
Aalten ·
Apeldoorn ·
Arnhem ·
Barneveld ·
Berg en Dal ·
Berkelland ·
Beuningen ·
Bronckhorst ·
Brummen ·
Buren ·
Culemborg ·
Doesburg ·
Doetinchem ·
Druten ·
Duiven ·
Ede ·
Elburg ·
Epe ·
Ermelo ·
Harderwijk ·
Hattem ·
Heerde ·
Heumen ·
Lingewaard ·
Lochem ·
Maasdriel ·
Montferland ·
Neder-Betuwe ·
Nijkerk ·
Nijmegen ·
Nunspeet ·
Oldebroek ·
Oost Gelre ·
Oude IJsselstreek ·
Overbetuwe ·
Putten ·
Renkum ·
Rheden ·
Rozendaal ·
Scherpenzeel ·
Tiel ·
Voorst ·
Wageningen ·
West Betuwe ·
West Maas en Waal ·
Westervoort ·
Wijchen ·
Winterswijk ·
Zaltbommel ·
Zevenaar ·
Zutphen